# Майковиці (Бохенський повіт)
Майковиці (пол. Majkowice) — село в Польщі, у гміні Бохня Бохенського повіту Малопольського воєводства.
Населення — 483 особи (2011).
У 1975-1998 роках село належало до Тарновського воєводства.

## Демографія
Демографічна структура станом на 31 березня 2011 року:
|          | Загалом | Допрацездатний вік | Працездатний вік | Постпрацездатний вік |
| -------- | ------- | ------------------ | ---------------- | -------------------- |
| Чоловіки | 241     | 61                 | 156              | 24                   |
| Жінки    | 242     | 51                 | 141              | 50                   |
| Разом    | 483     | 112                | 297              | 74                   |